# Indigofera sedgewickiana
Indigofera sedgewickiana är en ärtväxtart som beskrevs av Wilhelm Vatke. Indigofera sedgewickiana ingår i släktet indigosläktet, och familjen ärtväxter. Inga underarter finns listade i Catalogue of Life.